# Katolički kalendar 2007.

## Siječanj
P 1. NOVA GODINA, Marija Bogorodica 

U 2. Bazilije Veliki, Grgur Nazijanski

S 3. Ime Isusovo, Genoveva, Cvijeta

Č 4. Anđela Folinjska, Dafroza, Borislava

P 5. Emilijana, Radoslav, Telesfor, Gaudencije

S 6.  BOGOJAVLJENJE  

N 7. KRŠTENJE ISUSOVO, Karlo Secijski, Rajmund Pen 

P 8. Severin, Teofil 

U 9. Julijan, Živko, Miodrag

S 10. Agaton p., Dobroslav, Aldo, Grgur X.

Č 11. Honorat b, Časlav, Neven, Higin

P 12. Arkadije, Živana, Tatjana, Ernest

S 13. Hilarije, Veronika, Radovan

N 14. 2. NEDJELJA KROZ GODINU, Feliks N., Srećko, Rajko

P 15. Pavao pust., Anastazija, Stošija

U 16. Bernard i dr., Marcel, Mislav, Oton

S 17. Antun pust. (Antun opat), Vojmil, Lavoslav, 

Č 18. Priska, Margareta, Biserka, Liberata

P 19. Mario, Kanut, Ljiljana, Marta

S 20. Fabijan i Sebastijan

N 21. 3. NEDJELJA KROZ GODINU, Agneza Rimska, Janja, Neža

P 22. Vinko đakon i muč., Anastazije, Irena 

U 23. Ema, Emerencijana, Vjera, Milko

S 24. Franje Saleški, Bogoslav

Č 25. Obraćenje sv. Pavla ap., Ananija

P 26. Timotej i Tit, Paula, Tonka, Bogoljub, Tješimir

S 27. Anđela Merici, Anđelka, Vitalijan, Pribislav

N 28. 4. NEDJELJA KROZ GODINU, Toma Akvinski, Tomislav, Tomo

P 29. Valerije, Konstancije, Zdeslav 

U 30. Jacinta, Martina, Tina, Gordana

S 31. Ivan Bosco, Marcela R., Julije 

## Veljača
Č 1. Brigita, Miroslav, Gita

P 2.  PRIKAZANJE GOSPODINOVO 

S 3. Blaž, Vlaho, Tripun

N 4. Josip Leoniški, Andrija K. 

P 5. 5. NEDJELJA KROZ GODINU 

U 6. Petar Krstitelj, Doroteja, Dora

S 7. Koleta, Rikard Engl., Egidije, 

Č 8. Jeronim, Jerko, Mladen

P 9. Apolonija, Zora, Sunčica

S 10. bl. Alojzije Stepinac

N 11. Gospa Lurdska

P 12. 6. NEDJELJA KROZ GODINU 

U 13. Katarina Ricci, Božidarka

S 14. Ivana iz Valoisa, Valentin

Č 15. Klaudije K., Vitomir, Vito

P 16. Onezim, Filipa, Julijana, Julka

S 17. 7 sv. Utemeljitelja Slugu BDM

N 18. Šimun, Bernardica, Favijan

P 19. 7. NEDJELJA KROZ GODINU 

U 20. Leon Čudotvorac, Lav, Lea

S 21. Petar Dam., Damir, Eleonora

Č 22. Katedra sv. Petra, Tvrtko

P 23. Polikarp bm., Romana

S 24. Montan, Modest, Goran

N 25. Hrvoje, Donat, Berislav

P 26. 8. NEDJELJA KROZ GODINU 

U 27. Gabrijel od Žalosne Gospe, Donat Zadarski

S 28. Roman, Antonija, Bogoljub

## Ožujak
Č 1.  PEPELNICA 

P 2. Sv. Lucije, Čedomil, Iskra

S 3. Kunigunda, Marin, Kamilo

N 4. Kazimir, Eugen, Natko

P 5. 1. KORIZMENA 

U 6. Marcijan, Koleta, Zvjezdana, Vitomir

S 7. Svete Perpetua i Felicita, Arbo

Č 8. Ivan od Boga, Boško, Ivša

P 9. Franciska Rimska, Franjka

S 10. Emil, makarije, Krunoslav

N 11. Firmin, Tvrtko, Blanka

P 12. 2. KORIZMENA 

U 13. Rozalija, Ratka, Kristina

S 14. Matilda, Mirjana, Borka

Č 15. Longin, Vjeko, Vjekoslava

P 16. Hilarije i Tacijan, Smiljan

S 17. Patrik, Domagoj, Hrvatin

N 18. Ćiril Jeruzalemski

P 19. 3. KORIZMENA 

U 20. Klaudija, Dionizije, Vladislav

S 21. Ivan iz Parme, Kristijan

Č 22. Benvenut iz Ankone

P 23. Turibije, Oton, Palegije

S 24. Latin, Javorka, Simon

N 25.  NAVJEŠTENJE GOSPODNJE 

P 26. 4. KORIZMENA 

U 27. Ivan Damašćanin, Rupert, Lidija

S 28. Priska, Sonja, Nada

Č 29. Jana, Viktorin, Eustazije

P 30. Kvirin, Vlatko, Zosim

S 31. Benjamin, Ljubo

## Travanj
N 1. Hugo, Venancija, Božica

P 2. 5. KORIZMENA 

U 3. Ivan, Gandolf, Rikard

S 4. Izidor, Benedikt M., Dora

Č 5. Vinko F., Berislav, Julijana

P 6. Celestin I. p., Vilim, Rajko

S 7. Ivan de la Sale

N 8. Dionizije K., Ljubomir

P 9. CVJETNICA 

U 10. Ezekijel, Apolonije, Sunčica

S 11. Stanislav, Nino, Radmila

Č 12. Julije I., Davorka, Viktor

P 13.  VELIKI ČETVRTAK 

S 14.  VELIKI PETAK 

N 15.  VELIKA SUBOTA 

P 16. USKRS - VAZAM  

U 17.  USKRSNI PONEDJELJAK 

S 18. Eleuterije, Tihomir, Apolonije

Č 19. Leon IX., Ema, Rastislav

P 20. Marcijan, Teotim, Leopold

S 21. Anzelmo, Goran

N 22. Soter i Kajo, Vojmil

P 23. BIJELA NEDJELJA, Blagdan Božanskog Milosrđa 

U 24. Fidel Sigm., Vjeran, Vjerko

S 25. Marko ap. i ev., Maroje, Ermin

Č 26. Jakov Zadranin, Majka dobrog savjeta, Kleto, Višnja

P 27. Ozana Kotorska, Jakov Zadranin

S 28. Katarina Sienska, Kata, Ivanka Beretta Molla, Hugo, Robert Mal.

N 29.
P 30. 3. USKRSNA NEDJELJA 

## Svibanj
U 1.  JOSIP RADNIK 

S 2. Atanazije, Eugen, Boris

Č 3. Filip i Jakov, Jakša. Aleksandar

P 4. Julijan iz Bala, Florijan, Cvjetko

S 5. Peregrin, Maksim, Anđelko

N 6. Irenej srijem. m., Dominik Savio

P 7. 4. USKRSNA NEDJELJA, Dujam 
  
U 8. Ida, Marija Posrednica, Marina

S 9. Katarina Bolonjska, Mirna

Č 10.Gospa Trsatska

P 11. Ignacije iz Lakonija, Mamerto

S 12. Sv. Leopold B. M.

N 13. Gospa Fatimska, Leopold, Imelda

P 14. 5. USKRSNA NEDJELJA 

U 15. Solinski mučenici, Izidor seljak

S 16. Margarita Kortonska, Ivan N.

Č 17. Paškal Bajlonski, Paško, Gizela

P 18. Ivan I., Venancije, Feliks Kan.

S 19. Teofil iz Corte

N 20. Bernardin Sijenski

P 21. 6. USKRSNA NEDJELJA 
,Dubravka
U 22. Renata, Jelena, Jagoda, Marcijan

S 23. Deziderije, Željko, Želimir

Č 24. Posveta bazilike sv. Franje

P 25.  UZAŠAŠĆE - SPASOVO 

S 26. Filip Neri, Zdenko, Dizma

N 27. Augustin Cent. b., Mutimir

P 28. 7. USKRSNA NEDJELJA 

U 29. Polion, Euzebije, Većeslav

S 30. Ferdinand III. kr., Ivana Arška

Č 31. Pohod BDM

## Lipanj
P 1. Justin, Juvencije, Mladen

S 2. Marcelin Petar

N 3. Karlo Lwanga i dr.

P 4. DUHOVI, Kvirin Sisački,Predrag 

U 5.  DUHOVSKI PONEDJELJAK 

S 6. Norbert, Neda, Klaudije, Berto

Č 7. Robert, Jeremija

P 8. Medard, Vilim, Velimir

S 9. Efrem Sirski, Ranko, Rikard

N 10. Margareta, Biserka, Bogumil

P 11. PRESVETO TROJSTVO

U 12. Ivan Fak., Bosiljko, Nino

S 13. Antun Padovanski, Ante, Tonči

Č 14. Rufin, Elizej, Zlatko, Rikard

P 15.  TIJELOVO 

S 16. Franjo R., Gvido

N 17. Albert C., Laura, Nevenka

P 18. 11. NEDJELJA KROZ GODINU 

U 19. Romuald Gervazije, Protazije

S 20. Silverije, Naum Ohr.,

Č 21. Alojzije Gonz., Vjekoslav

P 22. Toma Mor m., Paulin b.

S 23. 12. kr. god., Josip Cafasso, Presveto Srce Isusovo

N 24.  ROĐENJE IVANA KRSTITELJA, Bezgrješno Srce Marijino 

P 25. 12. NEDJELJA KROZ GODINU 

U 26. Ivan I Pavao, Vigilije, Zoran

S 27. Ćiril Aleks., Ladislav kr., Vlatko

Č 28. Irenej, Mirko, Smiljan

P 29. PETAR I PAVAO ap., Krešimir

S 30. Rimski prvomučenici, Rajmund, Kaja

## Srpanj
N 1. Estera, Zvjezdana, Predrag

P 2. 13. NEDJELJA KROZ GODINU 

U 3. Toma ap., Tomislav, Tomo, Miki

S 4. Elizabeta Portugalska, Elza

Č 5. Ćiril i Metod, Slaven, Ćiro

P 6. Marija Goretti, Marica, Bogomila

S 7. Vilibald, Vilko

N 8. Akvila i Priscila, Hadrijan

P 9. 14. NEDJELJA KROZ GODINU 

U 10. Amalija, Ljubica, Veronika Juliani

S 11. Benedikt opat, Olga, Oliver,

Č 12. Mohor, Ivan J., Ivan W.

P 13.  MAJKA BOŽJA BISTRIČKA 

S 14. Kamilo de Lellis, Franjo Solanski, Miroslav

N 15. Bonaventura, Dobroslav

P 16. 15. NEDJELJA KROZ GODINU 

U 17. Aleksije, Branko, Hedviga

S 18. Miroslav, Dalibor, Šimun

Č 19. Justa i Rufina mm., Zora, Zlata

P 20. Ilija Prorok, Ilijana, Iljko

S 21. Danijel prorok, Lovro Brindizijski

N 22. Marija Magdalena, Magda

P 23. 16. NEDJELJA KROZ GODINU,Brigita 

U 24. Kristina, Kunigunda, Mirjana

S 25. Jakov St. ap., Kristofor, Krsto

Č 26. Joakim i Ana, rodit. BDM

P 27. Klement Ohridski, Natalija m.

S 28. Nazarije i Celzo m., Viktor

N 29. Marta, Blaženka, Mira

P 30. 17. NEDJELJA KROZ GODINU Leopold Mandić

U 31. Ignacije Loyola, Vatroslav, Ognjen, Žarko

## Kolovoz
S 1. Alfonz Liguori, Vjera, Nada

Č 2. Gospa od Anđela, Porcijunkula

P 3. Augustin Kažotić, Lidija, Aspern

S 4. Ivan Vianney, Ivica, Siniša

N 5. Snježna Gospa

P 6. PREOBRAŽENJE GOSPODINOVO, Predrag 

U 7. Siksto II. p., Kajetan, Donat

S 8. Dominik, Nedjeljko, Dinko

Č 9. Edita Stein, Roman, Firmin

P 10. Lovro đakon, Lovorko, Laura

S 11. Klara Asiška, Jasna, Jasminka

N 12. Anicet, Hilarija, Veseljka

P 13. 19. NEDJELJA KROZ GODINU  

U 14. Maksimilijan Kolbe, Alfred, Koviljka

S 15.  VELIKA GOSPA , Marija, Veljka

Č 16. Rok, Stjepan kralj, Krunoslav

P 17. Liberat, Slobodan, Hijacint

S 18. Jelena Križarica

N 19. Ivan Eudes, Ljudevit Anž. b.

P 20. 20. NEDJELJA KROZ GODINU 

U 21. Pio X. p., Hermogen, Anastazije

S 22. BDM Kraljica, Vladislava

Č 23. Ruža Limska, Filip, Zdenko

P 24. Bartolomej, Bariša, Zlata

S 25. Ljudevit IX. kralj

N 26. Aleksandar, Branimir

P 27. 21. NEDJELJA KROZ GODINU 

U 28. Augustin, Tin, Gustav

S 29. Glavosjek Ivana Krstitelja

Č 30. Feliks, Gaudencija, Radoslava

P 31. Rajmund, Rajko, Željko, Paulin 

## Rujan
S 1. Tamara, Branimir

N 2. Kalista, Divna, Veljka

P 3. 22. NEDJELJA KROZ GODINU, Marin 

U 4. Ruža V., Dunja, Ida

S 5. Lovro Just., Roman, Branko

Č 6. Zaharija pr., Davor, Doris

P 7. Marko Križevčanin, Regina

S 8.  MALA GOSPA 

N 9. Petar Cl., Strahimir, Kamenko

P 10. 23. NEDJELJA KROZ GODINU 

U 11. Hijacint, Cvetko, Miljenko

S 12. Ime Marijino, Marija, Gvido

Č 13. Ivan Zlatousti, Ljubo, Zlatko

P 14. Uzvišenje sv. Križa, Višeslav

S 15. Žalosna Gospa

N 16. Kornelije, Ciprijan, Ludmila

P 17. 24. NEDJELJA KROZ GODINU 

U 18. Josip Kupertinski, Sanja, Irena

S 19. Januarije, Emilija, Suzana

Č 20. Andrija Kim i dr., Franjo Kamp.

P 21. Matej ap., Mato, Matko, 

S 22. Tomo Vilanovski, Mauricije,

N 23. Lino p., Tekla, Sofija, Ksenija

P 24. 25. NEDJELJA KROZ GODINU 

U 25. Aurelija, Zlata, Kleofa

S 26. Kuzma i Damjan, Elzearij

Č 27. Vinko Paulski, Berislav, Gaj

P 28. Vjenceslav, Većeslav, Veco, Venco

S 29. Mihael, Gabrijel, Rafael, Ivan Duklanski

N 30. Jeronim, Jerko, Jere, Sofija R. 

## Listopad
P 1. 26. NEDJELJA KROZ GODINU Terezija iz Lisieuxa 

U 2. Anđeli čuvari, Anđelko, Anđa

S 3. Kandid, Maksimilijan, Evald

Č 4. Franjo Asiški, Franka

P 5. Flavijan, Placid, Miodrag

S 6. Bruno, Fides, Verica

N 7. BDM od Krunice, Ruža

P 8. 27. NEDJELJA KROZ GODINU 

U 9. Dionizije, Ivan Leonardi, Denis

S 10. Danijel i dr. mm., Franjo B.

Č 11. Emilijan, Milan, Bruno K.

P 12. Serafin iz Montegranara, 

S 13. Edvard kralj, Edo

N 14. Kalist I. p., Divna, Krasna

P 15. 28. NEDJELJA KROZ GODINU,Terezija Avilska 

U 16. Margareta, Marija Alcoque

S 17. Ignacije Antiohijski, Vatroslav

Č 18. Luka ev., Lukša, Trifonija

P 19. Petar Alkantarski, Pavao od K.

S 20. Kontardo Ferrini, Vendelin

N 21. Uršula, Hilarion, Zvjezdan

P 22. 29. NEDJELJA KROZ GODINU 

U 23. Ivan Kapistran, Borislav, Severin

S 24. Antun M. Claret, Jaroslav

Č 25. Katarina Kotromanić

P 26. Dimitrije Srijemski, Dmitar

S 27. Abraham pustinjak, Sabina Avil.

N 28. Šimun i Juda Tadej ap.

P 29. 30. NEDJELJA KROZ GODINU 

U 30. Posveta vlastite crkve, Marcel

S 31. Alfonzo Rodriguez, Vuk

## Studeni
Č 1.  SVI SVETI, Svetislav, Sveto

P 2.  DUŠNI DAN , Duško, Dušica

S 3. Martin, Hubert

N 4. Karlo Boromejski, Dragutin

P 5. 31. NEDJELJA KROZ GODINU 

U 6. Leonard pust., Vedran, Sever

S 7. Engelbert, Anđelko, Zdenko

Č 8. Ivan Duns Škot, Gracija Kotorski

P 9. Posveta lateranske bazilike

S 10. Lav Veliki p., leon

N 11. Martin, Davor, Benedikta

P 12. 32. NEDJELJA KROZ GODINU 

U 13. Didak Alkalski, Diego, Stanko

S 14. Nikola Tavelić, Ivan Trogirski

Č 15. Albert Veliki, Berto, Leopold

P 16. Margareta Škotska, kraljica

S 17. Elizabeta Ugarska

N 18. Posveta bazilike Sv. Petra i Pavla

P 19. 33. NEDJELJA KROZ GODINU 

U 20. Feliks V., Srećko, Edmund

S 21. Prikazanje BDM, Gospa od zdravlja.

Č 22. Cecilija, Cilika, Slavujka

P 23. Klement R., Milivoj

S 24. Krizogon, Krševan

N 25. Katarina Aleksandrijska, Kata

P 26. KRIST KRALJ 

U 27. Virgilije, Velimir, Franjo, Antun F.

S 28. Jakov Markijski, Sosten

Č 29.  SVI SVETI FRANJEVAČKOG REDA 

P 30. Andrija ap., Hrvoslav, Andro

## Prosinac
S 1. Natalija, Nataša

N 2. Bibijana, Blanka kr., Živka

P 3. 1. NEDJELJA DOŠAŠĆA (Franjo Ksaverski)

U 4. Ivan Damaščanski, Barbara

S 5. Saba op., Sabina, Kristina

Č 6. Nikola biskup, Nikša, Nikica

P 7. Ambrozije, Marin iz Kotora

S 8.  BEZGR. ZAČEĆE - BDM 

N 9. Valerija, Zdravka, Radmila

P 10. 2. NEDJELJA DOŠAŠĆA 

U 11. Damaz p., Barsaba, Josip Egip.

S 12. Ivana Franciska Chantal

Č 13. Lucija, Svjetlana, Jasna, 

P 14. Ivan od Križa, Krševan, Špiro, 

S 15. Irenej, Drinske m.

N 16. Adela kr., Albina, Zorka, Euzebije

P 17. 3. NEDJELJA DOŠAŠĆA 

U 18. Gracijan, Bosiljko, Rufo, Dražen

S 19. Urban V. p., Vladimir, Božica

Č 20. Eugen, Makarije, Amon

P 21. Petar Kanizije, Perica, Pero

S 22. Honorat, Časlav

N 23. Ivan Kentski, Viktorija, Vika

P 24. 4. NEDJELJA DOŠAŠĆA - BADNJAK 

U 25. Božić, Božidar, Božo

S 26. Stjepan m., Krunoslav

Č 27. Ivan ap. i ev., Ivo, Janko

P 28. Nevina dječica, Nevenka

S 29. Toma Becket, David, Davor

N 30. Feliks p., Sabin, Liberije, Trpimir

P 31. SVETA OBITELJ - Stara godina, Silvestar I. 